# Val-d'Issoire
Val d'Issoire is een gemeente in het Franse departement Haute-Vienne (regio Nouvelle-Aquitaine). De plaats maakt deel uit van het arrondissement Bellac. Val d'Issoire is op 1 januari 2016 ontstaan door de fusie van de gemeenten Bussière-Boffy en Mézières-sur-Issoire.